# Zámolyi-medence
Zámolyi-medence är en sänka i Ungern.   Den ligger i provinsen Fejér, i den västra delen av landet, 50 km väster om huvudstaden Budapest.